# Anna af Danmark (1574-1619)
 Der er flere personer med dette navn, se Anna af Danmark.
Anna af Danmark (født 12. december 1574 på Skanderborg Slot, død 2. marts 1619 på Hampton Court Palace i London) var født som dansk prinsesse og blev ved sit giftermål dronning af Skotland og fra 1603 også dronning af England.
Hun var næstældste barn af Frederik 2. og dronning Sofie. De første fem år af sit liv tilbragte hun hos bedsteforældrene i Mecklenburg. 23. november 1589 gift med James 6. af Skotland.

## Liv og gerning
Hun var næstældste datter af Frederik II af Danmark, født på Skanderborg Slot den 12. december 1574. Efter som lille barn at være opfostret hos moderens forældre i Mecklenburg vendte hun i 1579 tilbage til Danmark og skal der have modtaget en omhyggelig undervisning. Tysk var vistnok nærmest hendes vante sprog; af hendes lærere nævnes den tidligere tyske præst i København, slesvigeren M. Laurids Pedersen, samt en lærer i fransk.
Forhandlinger med Skotland om Orkneyøerne vakte snart tanken om en forbindelse mellem hende og den skotske konge Jacob VI. Forskellige gesandtskaber kom hertil fra Skotland, og 20. august 1589 viedes hun, efter at være bleven rigt udstyret af sin moder på en måde, der fremkaldte indsigelser fra det danske Rigsråd, på Kronborg til jarl George Keith på hans konges vegne. I september afsejlede hun på en dansk flåde for at føres til Skotland, men stærke storme, som hekse fik skyld for, drev skibene tilbage til Norge. Da besluttede Jacob VI selv at hjemføre sin unge brud og ankom til Norge, hvor brylluppet fejredes 23. november 1589 i Oslo. Den følgende vinter tilbragtes i Danmark, indtil det kongelige par i april 1590 tiltrådte rejsen til Skotland. I maj fejredes dronningens kroning i Edinburgh. I 1603 blev hun tillige dronning i England, da Jacob VI arvede dette rige som Jacob I.
I ydre lignede hun meget sin broder, Christian IV; hun delte med ham interessen for storartede byggeforetagender og vedblev stadig at stå på en særdeles venskabelig fod med ham, hvilket også viste sig ved hans to besøg i England 1606 og 1614. Hun var længe efter sit bryllup omgivet af forskellige mænd og kvinder, som havde fulgt hende fra Danmark. Livsglad og begærlig efter pragt og forlystelser interesserede hun sig særlig for maskekomedier og var en beskytter af digteren Ben Jonson. I religiøs henseende optrådte hun som katolik og hørte katolske messer i sit slot i London, Denmark House, men ved sin død bekendte hun sig til den evangeliske lære.
Nogen større politisk rolle spillede hun ikke, og forholdet til hendes ægtefælle var næppe hjerteligt; hun beklagede sig ofte over tilsidesættelse. Hun var afholdt af sine omgivelser, men opnåede ikke noget nært forhold til det engelske folk.

## Børn
Anna fødte syv levende børn og havde mindst tre aborter.
- Henry, prins af Wales (19. februar 1594–6. november 1612).
- Elizabeth Stuart (19. august 1596 – 13. februar 1662), gift i 1613 med Frederik 5. af Pfalz, bedsteforældre til Georg 1. af Storbritannien.
- Margaret (24. december 1598 – marts 1600).
- Karl 1. af England (19. november 1600 – 30. januar 1649), gift i 1625 med Henriette Marie af Frankrig.
- Robert, hertug af Kintyre (18. januar 1602 – 27. maj 1602).
- Mary (8. april 1605 – 16. december 1607).
- Sophia (22. juni 1606 – 23. juni 1606).